# MOON CHILD (映画)
『MOON CHILD』（ムーンチャイルド）は、2003年に松竹配給により公開された日本の近未来SF映画である。
独自の世界観を音楽で表現してきたGacktが、自ら原案のストーリーを映画化。L'Arc〜en〜Cielのボーカル、hydeと台湾のトップスター、ワン・リーホンをキャストに加えた。
後には本映画のアナザーサイドストーリーとなる「MOON CHILD 鎮魂歌【レクイエム】篇」（著者:Gackt）が角川書店より発刊された。

## ストーリー
アジアの片隅にある移民都市マレッパ。日本は経済崩壊し多くの国民が移民となって海外に移住していた2014年。アジアの片隅にある移民都市マレッパにもそんな人々が流れ込み、この街は人種のるつぼと化し、欲望と暴力の支配する街となっていた。
日本人移民の少年・ショウ（Gackt）はトシ（山本太郎）や兄の信士（寺島進)とともに現地マフィアに絡まれるトラブルに遭うが、謎の人物・ケイ（HYDE）に助けられる。ケイは人血で生きるバンパイアだった。やがてショウとケイはマレッパでのし上がっていく。
ある時、地元組織の事務所に殴りこみに行ったショウとケイは、トシや同じように殴りこみに来た孫（ワン・リーホン）と共同戦線を張り、それをきっかけに四人の間に友情が芽生える。またショウは孫の妹、イーチェ（ゼニー・クォック）を愛するようになり、彼女を交えた美しい思い出となる日々を送る。しかし、そんな穏やかな時間は長くは続かなかった。
トシが射殺され、助けようとしたケイはその素性がばれて失踪。孫は「同じ台湾人だから」と地元組織に鞍替えし、ショウが作った組織と対立。さらにはイーチェが不治の病に冒されてしまう。やがてショウと孫の組織の抗争は大きくなり、ついにはかつての友同士が銃口を向け合うことになる。

## キャスト
- ケイ：HYDE
- ショウ：Gackt（幼少：本郷奏多）
- 孫：ワン・リーホン
- イーチェ：ゼニー・クォック
- トシ：山本太郎
- 信士：寺島進
- ハナ：鈴木杏
- ローリエ：石橋凌
- ルカ：豊川悦司
- 千原靖史、千原浩史、YOU、春山幹介、久保孝典ほか

## スタッフ
- 監督：瀬々敬久
- 原案：Gackt
- 脚本：瀬々敬久、Gackt、井土紀州

## 賞歴
- 2003年ブルーリボン賞助演男優賞　山本太郎

## 関連書籍
- MOON CHILD 鎮魂歌【レクイエム】篇 2003年10月30日 ISBN 4-04-873461-X、ISBN 4-04-381101-2